# 1907 Rudneva
1907 Rudneva è un asteroide della fascia principale. Scoperto nel 1972, presenta un'orbita caratterizzata da un semiasse maggiore pari a 2,5455296 UA e da un'eccentricità di 0,0427213, inclinata di 3,21423° rispetto all'eclittica.
Il nome è dedicato a Evgenija Maksimovna Rudneva, astronoma e aviatrice eroe dell'Unione Sovietica, volontaria durante la seconda guerra mondiale nel 588º Reggimento bombardamento notturno e perita durante una missione nell'aprile del 1944. 